# Tsubasa Yoshihira
Tsubasa Yoshihira (吉平 翼 Yoshihira Tsubasa?), född 5 januari 1998 i Oita prefektur, är en japansk fotbollsspelare.
Yoshihira började sin karriär 2015 i Oita Trinita. 2018 blev han utlånad till Blaublitz Akita. Han gick tillbaka till Oita Trinita 2019. 2019 flyttade han till Fujieda MYFC.